# Bartolomeo Biscaino
Bartolomeo Biscaino, né le 14 avril 1629 à Gênes où il est mort en 1657, est un peintre et graveur italien baroque de l'école génoise.

## Biographie
Éduqué par son père Giovanni Andrea Biscaino, un médiocre peintre de paysage, Bartolomeo Biscaino devient l'élève puis un des disciples les plus doués de Valerio Castello.
Son travail en gravure s'inspira largement des travaux de Giovanni Benedetto Castiglione.
Il meurt jeune de la peste à Gênes en 1657, ce qui explique le manque d'information sur sa vie.

## Œuvres

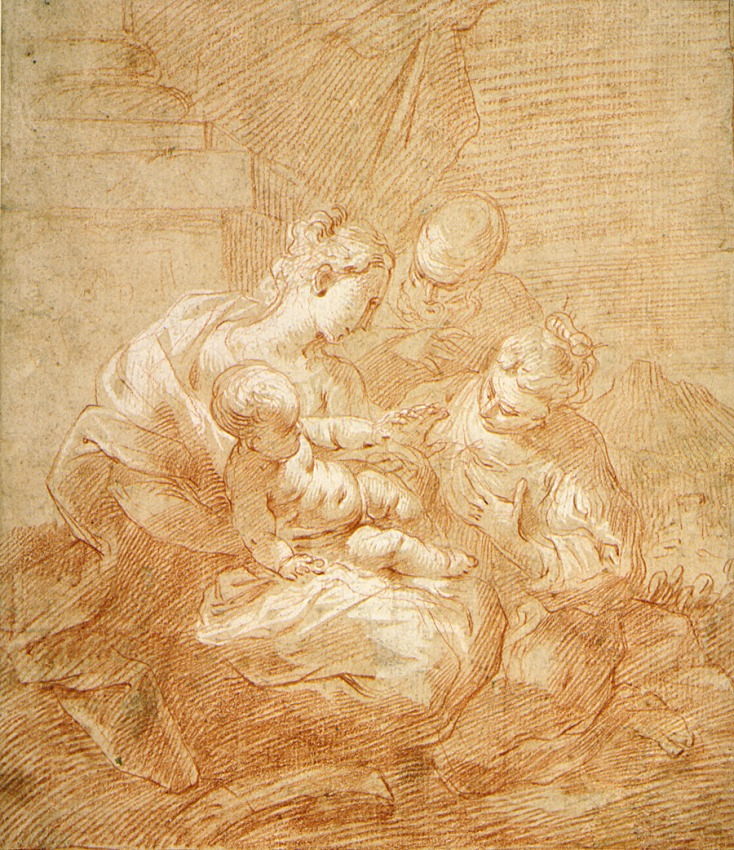
Dessin préparatoire du Mariage mystique de sainte Catherine

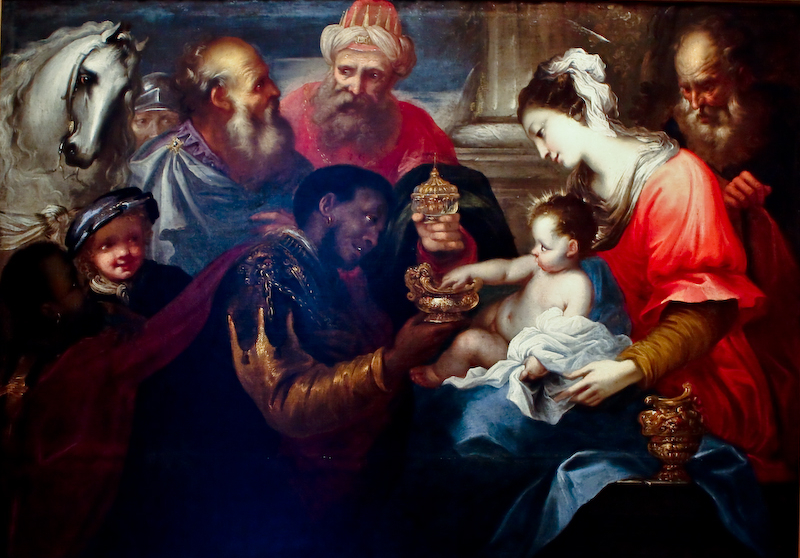
Adoration des mages

- Le Mariage mystique de sainte Catherine, musée des beaux-arts de Nancy[1]
- La Présentation au temple, musée des beaux-arts de Nancy[2]
- David et Abigail, école des Beaux-Arts, Paris
- Le Mariage de la Vierge, musée du Louvre
- Adoration des mages, musée des beaux-arts de Strasbourg
- Saint Antoine et saint Paul, dessin, musée du Louvre, Paris
- Saint Ferrand implorant la Vierge, Palazzo Bianco, Gênes
- Nativité (1655), Bartsch 22
- Marie-Madeleine au désert (1656), Bartsch 38
- Judith et Holopherne
- Moïse sauvé des eaux, musée Quesnel-Morinière, Coutances